# André Watts
André Watts (20 de junho de 1946 – 12 de julho de 2023) foi um pianista clássico norte-americano. Ao longo das seis décadas de sua carreira, Watts se apresentou como solista com todas as principais orquestras americanas e com a maioria das melhores orquestras do mundo, incluindo a Orquestra Filarmônica de Nova Iorque, a Orquestra Sinfônica Nacional e a Orquestra Sinfônica de Londres. Watts gravou uma variedade de repertório, concentrando-se em compositores da era romântica, como Frédéric Chopin e Franz Liszt, mas também incluindo George Gershwin. Em 2020, foi eleito para a Sociedade Filosófica Americana. Ele ganhou um Grammy de Melhor Novo Artista Clássico em 1964. Watts também foi professor da Escola de Música Jacobs da Universidade de Indiana.

## Biografia
Nascido em Nuremberga, na Alemanha ocupada pelos Aliados, Watts era filho de uma mãe de ascendência húngara, Maria Alexandra Gusmits, uma pianista; e de pai americano, Herman Watts, um suboficial dos Exército dos Estados Unidos. André passou a sua infância na Europa, vivendo principalmente perto dos postos militares onde seu pai estava estacionado.
Watts começou a estudar violino quando tinha quatro anos. Aos seis anos, ele decidiu praticar aulas de piano. Quando André tinha oito anos, a missão militar de Herman trouxe a família para os Estados Unidos. Eles se estabeleceram na Filadélfia, Pensilvânia. Sua mãe lhe deu as primeiras aulas de piano. Para incentivá-lo, ela contava histórias do ilustre pianista e compositor Franz Liszt.
Aos dez anos, Watts executou o concerto em sol menor de Mendelssohn no anfiteatro Robin Hood Dell, e aos quatorze anos, as Variações Sinfônicas de Franck, novamente com a Orquestra da Filadélfia.
Watts matriculou-se na Academia Musical da Filadélfia (hoje parte da Universidade das Artes), formando-se em junho de 1963. Ele participou de sua primeira competição aos nove anos devido a oportunidade de se apresentar nos Concertos Infantis da Orquestra da Filadélfia. Watts venceu a competição tocando o primeiro movimento do Concerto para Piano em Ré de Joseph Haydn.

## Carreira
Aos dezesseis anos, Watts fez um teste no Carnegie Recital Hall em uma competição para tocar na série televisionada de Concertos para Jovens do maestro Leonard Bernstein com a Filarmônica de Nova Iorque. A apresentação de Watts do Concerto para Piano nº 1 de Liszt em um Concerto para Jovens em 12 de janeiro de 1963 foi gravada em vídeo e televisionada nacionalmente pela CBS em 15 de janeiro de 1963.  Antes do concerto, Bernstein apresentou Watts ao público da televisão nacional, afirmando que "surtou" quando ouviu Watts tocar pela primeira vez.
Após a formatura, Watts matriculou-se no Instituto Peabody em Baltimore, onde estudou meio período para obter o título de Bacharel em Música com o pianista Leon Fleisher. No ano seguinte, ele se apresentou no Estádio Lewisohn de Nova Iorque com o maestro Seiji Ozawa, interpretando o Concerto nº 2 em sol menor de Camille Saint-Saëns. Em setembro de 1963, ele apresentou novamente o concerto de Liszt no Hollywood Bowl, em Los Angeles. Ele abriu a temporada de 1964-65 da Orquestra Sinfônica Nacional em Washington, DC, novamente apresentando o concerto de Saint-Saëns. Ele retornou a Nova York em janeiro de 1965 para executar o Concerto nº 2 em Fá menor de Frédéric Chopin. Watts fez sua estreia europeia em uma apresentação em Londres com a Orquestra Sinfônica de Londres em junho de 1966.
Em fevereiro de 1973, Watts foi selecionado como Músico do Mês da Musical America. Suas outras honrarias e prêmios incluíram títulos de doutor honoris causa do Albright College e da Universidade de Yale, a Ordem do Zaire, uma Medalha da Universidade das Artes da Universidade das Artes da Filadélfia, e a Medalha Nacional das Artes.
Em 1985, ele assinou um contrato de gravação com a EMI, com quem gravou até o início dos anos 1990.
Em novembro de 2002, Watts sofreu um hematoma subdural e foi submetido a uma cirurgia de emergência. Em 2004, ele também passou por uma cirurgia para remover uma hérnia de disco que estava interferindo no movimento de sua mão esquerda. Ele continuou realizar concertos regularmente após se recuperar das cirurgias.

## Vida pessoal e morte
Watts casou-se com Joan Brand, teve dois enteados e sete enteados. Ele foi diagnosticado com câncer de próstata em julho de 2016, e veio a falecer em Bloomington, Indiana, em 12 de julho de 2023, aos 77 anos.

## Prêmios e reconhecimentos
- 1964 Artista de gravação clássica mais promissor [25]
- 1973 Doutorado Honorário, Universidade de Yale [7]
- 1975 Doutorado Honorário, Albright College [7]
- Prêmio de Ex-Aluno Distinto de 1984, Instituto Peabody da Universidade Johns Hopkins [26]
- Prêmio Avery Fisher de 1988 [7]
- Medalha da Universidade das Artes de 1988, Filadélfia [27]
- Medalha Nacional de Artes de 2011 [19]
- Hall da Fama da Música Clássica Americana de 2013 [28]
- Medalha MacDowell da Sociedade MacDowell de Cincinnati de 2014 [28]
- 2018 Prêmio Luise Vosgerchian de Ensino de Harvard [29]
- 2020 Eleito para a Sociedade Filosófica Americana [30]
- Doutorado Honorário de 2021, Conservatório de Boston em Berklee [31]
- Medalha da Sociedade Americana Liszt de 2022 [32]